# Coupe du monde de BMX 2016
Navigation
2015 2017
La 14e édition de la coupe du monde de BMX a lieu du 25 mars au  9 octobre 2016. 

## Hommes élites

### Résultats
| #  | Lieu                | Date                     | Vainqueur        | Deuxième         | Troisième              | Leader du classement général |
| -- | ------------------- | ------------------------ | ---------------- | ---------------- | ---------------------- | ---------------------------- |
| 1. | Santiago del Estero | 25-26 mars               | Corben Sharrah   | Connor Fields    | Amidou Mir             | Corben Sharrah               |
| 2. | Manchester          | 9-10 avril               | Liam Phillips    | Kyle Evans       | Renaud Blanc           | Corben Sharrah               |
| 3. | Papendal            | 7-8 mai                  | Māris Štrombergs | David Graf       | Carlos Alberto Ramírez | Corben Sharrah               |
| 4. | Rock Hill           | 30 septembre-1er octobre | Corben Sharrah   | Gonzalo Molina   | David Graf             | Corben Sharrah               |
| 5. | Sarasota            | 8-9 octobre              | Corben Sharrah   | Māris Štrombergs | Sylvain André          | Corben Sharrah               |

### Classement général
| Pos | Coureur                | Pays       | Total |
| --- | ---------------------- | ---------- | ----- |
| 1   | Corben Sharrah         | États-Unis | 855   |
| 2   | David Graf             | Suisse     | 600   |
| 3   | Māris Štrombergs       | Lettonie   | 560   |
| 4   | Exequiel Torres        | Argentine  | 560   |
| 5   | Carlos Alberto Ramirez | Colombie   | 540   |
| 6   | Sylvain André          | France     | 505   |
| 7   | Tory Nyhaug            | Canada     | 490   |
| 8   | Renaud Blanc           | Suisse     | 480   |
| 9   | Dave van der Burg      | Pays-Bas   | 460   |
| 10  | Gonzalo Molina         | Argentine  | 410   |

## Femmes élites

### Résultats
| #  | Lieu                | Date                     | Vainqueur         | Deuxième           | Troisième            | Leader du classement général |
| -- | ------------------- | ------------------------ | ----------------- | ------------------ | -------------------- | ---------------------------- |
| 1. | Santiago del Estero | 25-26 mars               | Caroline Buchanan | Mariana Pajón      | Laura Smulders       | Caroline Buchanan            |
| 2. | Manchester          | 9-10 avril               | Caroline Buchanan | Simone Christensen | Brooke Crain         | Caroline Buchanan            |
| 3. | Papendal            | 7-8 mai                  | Laura Smulders    | Caroline Buchanan  | Manon Valentino      | Caroline Buchanan            |
| 4. | Rock Hill           | 30 septembre-1er octobre | Laura Smulders    | Saya Sakakibara    | Yaroslava Bondarenko | Laura Smulders               |
| 5. | Sarasota            | 8-9 octobre              | Laura Smulders    | Brooke Crain       | Elke Vanhoof         | Laura Smulders               |

### Classement général
| Pos | Coureuse             | Pays       | Total |
| --- | -------------------- | ---------- | ----- |
| 1   | Laura Smulders       | Pays-Bas   | 985   |
| 2   | Brooke Crain         | États-Unis | 750   |
| 3   | Simone Christensen   | Danemark   | 680   |
| 4   | Caroline Buchanan    | Australie  | 645   |
| 5   | Elke Vanhoof         | Belgique   | 610   |
| 6   | Yaroslava Bondarenko | Russie     | 560   |
| 7   | Judy Baauw           | Pays-Bas   | 465   |
| 8   | Danielle George      | États-Unis | 455   |
| 9   | Natalia Suvorova     | Russie     | 390   |
| 10  | Alise Post           | États-Unis | 375   |